# Kalamazoo
Kalamazoo – miasto w Stanach Zjednoczonych, w południowo-zachodniej części stanu Michigan, siedziba hrabstwa Kalamazoo, nad rzeką Kalamazoo (uchodzącą do jeziora Michigan). W mieście znajduje się Western Michigan University.

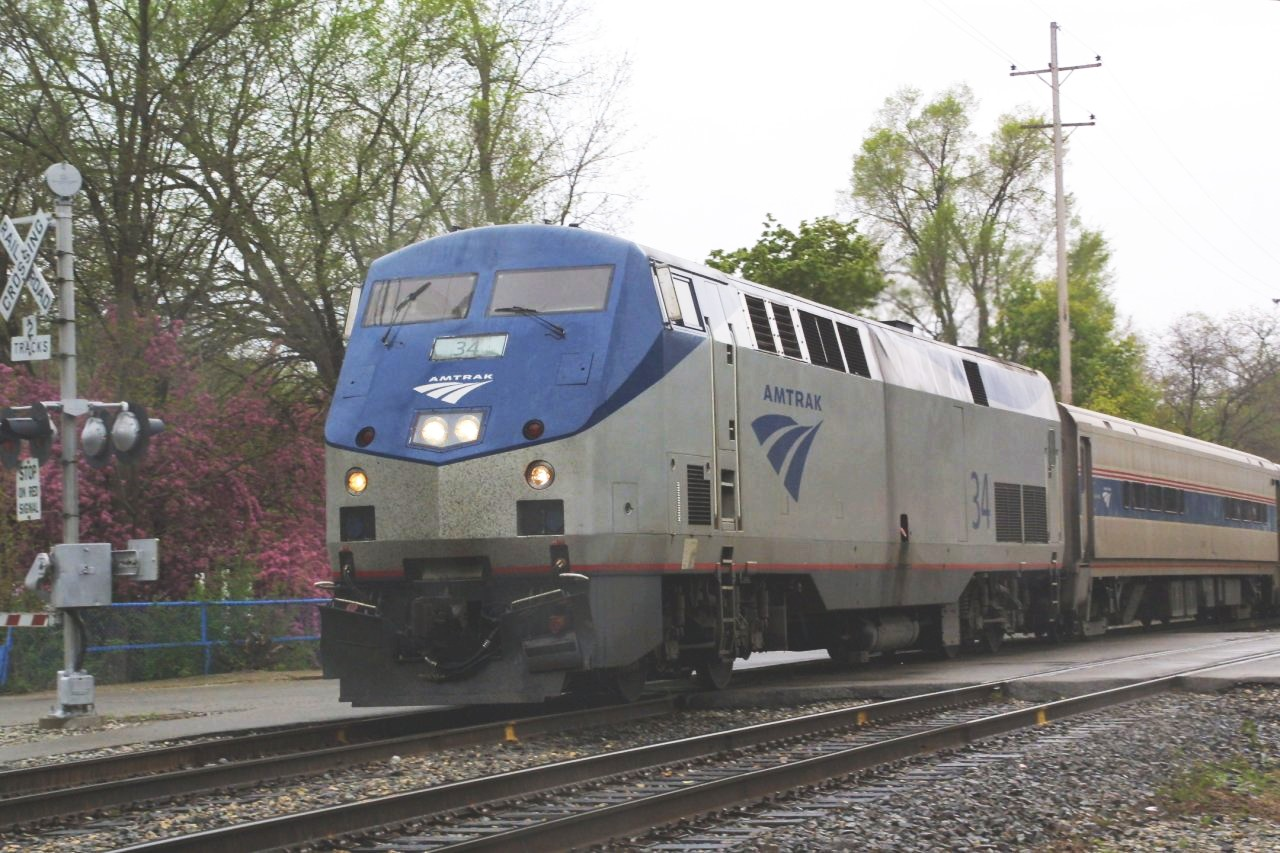
Amtrak wjeżdżający na stację Kalamazoo

## Historia
Założone w 1829 r., prawa miejskie uzyskało w 1883 r. René-Robert Cavelier de La Salle znalazł się w okolicach obecnego miasta w 1680 r. Tornado w roku 1980 zniszczyło centrum miasta, zabijając 5 ludzi i raniąc 79.

## Gospodarka
W mieście rozwinął się przemysł drzewny, farmaceutyczny, samochodowy oraz metalowy.

## Współpraca
- Kingston, Jamajka
- Numazu, Japonia
- Puszkin, Rosja
- Palmerston North, Nowa Zelandia